# Moritz Prozor
Moritz Prozor (russisch Маврикий Эдуардович Прозор, transkribiert Mawriki Eduardowitsch Prosor) (* 16. Januarjul. / 28. Januar 1849greg. in Vilnius; † 10. Mai 1928 in Cimiez) war ein russischer Diplomat und Übersetzer.

## Leben
Moritz Prozor war mit der schwedischen Gräfin Marta Margareta Bonde (* 1855; † 1931, verwitwete Glydenstolpe) verheiratet. 
Von 1881 bis 1884 war er Gesandtschaftssekretär in Stockholm, wo er 1881 eine Aufführung des Dramas Gespenster sah. Mit Zustimmung von Henrik Ibsen übersetzten seine Frau und er dessen Werke ins Französische, 1884 Rosmersholm und 1886 Vildanden. 1885 machte Prozor in Frankreich glühende Propaganda für die Werke von Ibsen.
1887 war er Gesandtschaftssekretär in Bern und übersetzte mit seiner Frau Gespenster. 1890 traf er Ibsen in München und übersetzte Hedda Gabler.
Von 1892  bis 1896 wurde er als Gesandtschaftsrat zweiter Klasse in Sankt Petersburg beschäftigt.
Von 1896 bis 1897 war er Generalkonsul in Wien, Genf und Lausanne.
Von November 1903 bis Juni 1904 war er Ministerresident bei Pauline von Sachsen-Weimar-Eisenach in Weimar. Dorthin hatte 1896 Elisabeth Förster-Nietzsche das Nietzsche-Archiv verlagert, mit ihr führte er ein Gespräch über das besondere Verhältnis von Ibsen und Nietzsche.
Von Dmitri Sergejewitsch Mereschkowski übersetzte er den 1903 erschienenen Essay Tolstoi und Dostojewski ins Französische.
Von 1905 bis 1909 war er Gesandter in Rio de Janeiro und war auch bei der Regierung in Buenos Aires akkreditiert. Er war mit Joaquim Nabuco befreundet.
Er nahm für Nikolaus II. (Russland) diplomatische Beziehungen mit der Regierung von Paraguay auf und konnte 1909 sein Beglaubigungsschreiben bei Emiliano González Navero in Asunción vorlegen. Im Januar 1909 nahm er ebenfalls diplomatische Beziehungen zur Regierung in Santiago de Chile auf. 
1910 war er Ministerresident in Hamburg, gefolgt von Nikolaus Nikalowitsch Demerik.

## Werke
- mit Henrik Ibsen: Thêatre, Les Revenants, Maison de poupée. Savine, Paris 1889
- Ibsen Charakter Dramen, North Gazette. 1895. № 6. pp. 31-40
- Russische Emigranten in Brasilien: Bericht an Minister in Rio de Janeiro. Ministerium für Auswärtige Angelegenheiten. Sammlung der konsularischen Berichte. [Themen 1-6]. - St. Petersburg Association of Graphic Arts, 1905. -Ausgabe 2. - S. 85–92. - In dem Bericht erzählt die Geschichte der Umsiedlung der russischen Emigranten in Brasilien, über die Art der Tätigkeit. Er erwähnt zwei russische Kolonien in Brasilien.